# Sexy Frau
«Sexy Frau» — песня, записанная белорусской R&B-певицей Бьянкой и выпущенная в качестве второго сингла из альбома певицы «Мысли в нотах», вышедшего 4 мая 2015 года.
Режиссёром видео стал Алексей Голубев, который ранее уже работал с певицей в 12 июня 2015 году. Клип «Sexy Frau» стал их пятой совместной работой. The-flow и Rap.ru указали на сходство с клипом Бейонсе «Single Ladies»
Алексей Мажаев, обозреватель портала InterMedia, отозвался о песне негативно, заметив, что в песне используются приёмы аранжировки, от которых уже давно отказались в англоязычном R’n’B. Также критик отметил отсутствие исполнительского прогресса: «Бывает, что у Бьянки получается весело, чаще — нелепо и грубо, и в призывы такого персонажа к доброте как-то совершенно не верится. Понятно, что в начале истории проекта Бьянка это была имиджевая маска, но за эти годы она, похоже, всерьёз приросла к своей обладательнице».
Клип был номинантом на Премии RU.TV 2016 в номинации "Самое сексуальное видео".

## Чарты
| Чарт                          | Высшая позиция |
| ----------------------------- | -------------- |
| Красная звезда. Видеочарт     | 4              |
| Красная звезда. Народный чарт | 29             |
| Красная звезда. Сводный чарт  | 26             |